# 仿栗
仿栗（学名：Sloanea hemsleyana），为杜英科猴欢喜属下的一个种。